# Phalonidia albicaput
Phalonidia albicaput es una especie de polilla del género Phalonidia, categorizada en la tribu Cochylini, de la subfamilia Tortricinae.
Fue descrita por Razowski & Becker en 2002 y publicada en (Phalonidia), Acta zool. cracov. 45: 289. Se distribuye por América del Sur: Ecuador, en la provincia de Tungurahua.